# Kuhlia xenura
Kuhlia xenura är en fiskart som först beskrevs av Jordan och Gilbert 1882.  Kuhlia xenura ingår i släktet Kuhlia och familjen Kuhliidae. Inga underarter finns listade i Catalogue of Life.